# 73 (عدد)
73 (ثلاث وسبعين) هو عدد طبيعي يلي العدد 72 ويسبق العدد 74.